# Пастухов, Николай Петрович
Николай Петрович Пастухов (17 (29) января 1820, Ярославль — 5 (18) декабря 1909, Ярославль) — ярославский промышленник-меценат.

## Пастуховы
Купеческий род Пастуховых произошёл от «старинных посадских» Коровницкой сотни города Ярославля. Пастуховы вели оптовую торговлю хлебом, доставляя его на собственных судах в Ярославль, Рыбинск и Петербург; продавали лён и пеньку, фарфор и хрусталь, французские вина. Со временем основную роль стала играть торговля железом, были куплены или построены несколько металлургических заводов в Предуралье и на Дону.
Пастуховы были крупными домовладельцами Ярославля, имели в центре города жилые усадьбы. В середине XIX века они построили самый большой по тем временам дом в городе — на Богоявленской площади. Впоследствии в нём была размещена гостиница, которую посещал и описал Александр Дюма, как одну из лучших во всей России.

## Биография
Николай Петрович родился 17 января 1820 года в Ярославле в семье Петра Матвеевича Пастухова. С детства жил в доме, расположенном ныне на улице Пушкина, где впоследствии размещалась Кировская поликлиника. В семье помимо него были младший брат и две сестры. Получил домашнее образование, уже с 12 лет начал изучать торговые операции, исполняя разные коммерческие поручения.

### Промышленник
Став единственным наследником после смерти отца в 1845 году, он получил в управление чугуноплавильные заводы на Урале, мукомольные заводы, лавки Нижегородской ярмарки. Был в компаньонстве с дядей, Александром Матвеевичем, с которым в 1864 году он основал Торговый дом «А. и Н. Пастуховы». За короткое время, благодаря умелому ведению дел, постоянному расширению сфер сбыта товаров, выгодным сделкам, дешёвой рабочей силе им удалось удвоить свой капитал и приобрести новые предприятия. Торговый дом прекратил своё существование со смертью дяди и разделом его имущества между его детьми.
Николай Пастухов же продолжил приумножение своих средств. Николай Петрович внедрял на производстве различные технические новшества, старался ориентироваться не столько на отечественный опыт, сколько на мировые, особенно британские, передовые образцы. На свои заводы он приглашал хороших специалистов.
В 1885 году он приобрёл доли братьев в Вятских заводах, в 1892 году выкупил Сулинский завод у двоюродного брата Дмитрия Александровича, став единственным владельцем всех пяти семейных металлургических заводов с миллионными оборотами и наследственной торговли железом. К началу XX века склады и конторы по продаже железа, свинца, меди, олова и т. д. и изделий из них его торговой фирмы находились в Москве, Петербурге, Туле, Вятке, Ярославле и на Нижегородской ярмарке; главная же контора помещалась в Ярославле, где жил и сам Николай Петрович.
Пастухов был самым богатым среди ярославских купцов. В городе у него было больше десятка домов: доходные дома, лавки, склады в центральной торговой части города.

### Меценатство и общественная деятельность
Был известен как щедрый меценат. Жертвовал крупные суммы на благотворительные цели: устройство сиротского отделения для постоянно живущих воспитанниц Ярославского Ольгинского детского приюта, строительство амбулатории при лечебнице Ярославского Общества врачей, больницы при Сулинском заводе, храма Александра Невского в Сулине (ныне не существует); учреждение Дома трудолюбия, библиотеки-читальни.
В 1900 году выделил четверть своих средств на открытие в Ярославле низшего механико-технического училища с ремесленной школой при нём на 240 учащихся — первого учебного заведения в городе для подготовки квалифицированных кадров для промышленности; были построены здания, оборудованы классные помещения и мастерские, для учеников и педагогов были предусмотрены бесплатные квартиры. Ныне это Ярославский промышленно-экономический колледж (с 1972 года располагается в других зданиях).
В 1851—1853 годах служил в совестном суде, в 1851—1865 годах — экономом в богадельне для призрения престарелых и увечных людей на 50 человек, содержавшейся на деньги Пастуховых и получившей название «Пастуховская», состоял её попечителем до самой смерти. Трижды избирался почётным мировым судьёй по Ярославскому уезду. В 1871—1895 годах — гласный Ярославской городской думы. Состоял членом Общества для пособия нуждающимся переселенцам, попечителем Александровского дома призрения для мальчиков-сирот, почётным членом Губернского попечительства детских приютов, членом-благотворителем ярославского комитета Попечительства Императрицы Марии Александровны о слепых, почетным членом Общества для содействия народному образованию и распространению полезных знаний в Ярославской губернии.
Большую часть жизни Пастухова занимала работа. Однако Николай Петрович любил театр и чтение (прекрасно знал русскую литературу, получал все выходившие «толстые» русские журналы, имел богатую личную библиотеку).
Пастухов интересовался всем британским, даже организовал свою домашнюю жизнь по-английски (лакеи, камердинеры и т. п.), в результате чего его прозвали «ярославским англичанином».
Был женат на Фелицате Никоновне, дочери ивановского текстильного фабриканта Н. М. Гарелина, прожил с ней 60 лет, воспитал 13 детей (8 дочерей и 5 сыновей). Старшие сыновья продолжили семейное дело, самый старший из них, Леонид, ещё при жизни отца возглавил завод. Сейчас его потомки живут за границей.
К концу своей жизни Николай Петрович Пастухов, по некоторым оценкам, был одним из самых крупных промышленников России и пользовался громадным влиянием. Умер 5 декабря 1909 года от рака желудка. Был похоронен на Леонтьевском кладбище в Ярославле.

## Награды
В 1896 году на Всероссийской художественно-промышленной выставке в Нижнем Новгороде Николаю Петровичу Пастухову была присуждена Золотая медаль «За ведение доменной плавки на антраците, связанной с большими техническими трудностями, и за организацию мартеновского производства» на Сулинском заводе.
За общественную и благотворительную деятельность был награждён двумя золотыми медалями с надписью «За усердие» для ношения на шее на Владимирской и Аннинской лентах и орденами Святой Анны 2-й и 3-й степени и Святого Станислава 3-й степени.
За создание училища Николай Петрович и его дети получили потомственное дворянство.
Почётный гражданин Ярославля с 1904 года за строительство училища и амбулатории.

## Память
С 1973 года в бывшем здании механико-технического училища находится Академия промышленного менеджмента, которой присвоено имя Н. П. Пастухова, в ней с 1995 года проводятся «Пастуховские чтения», направленные на освещение новаций в образовании, содействующих росту конкурентоспособности и эффективности предприятий и организаций.
Издано 2 книги о нём. В 2007 году в Музее истории города Ярославля состоялась пресс-конференция и открытие выставки «Верой и правдой городу», посвящённой Н. П. Пастухову.